# Cordemais
Cordemais é uma comuna francesa na região administrativa da Pays de la Loire, no departamento de Loire-Atlantique. Estende-se por uma área de 37,15 km². Em 2010 a comuna tinha 3 776 habitantes (densidade: 101,6 hab./km²).